# Alfabeto urdu
Alfabeto urdu (em urdu:اردو تہجی ou اردو حروفِ تہجی) - é o alfabeto da direita para a esquerda usado para o idioma urdu. É uma modificação do alfabeto persa, que é em si um derivado do alfabeto árabe. O alfabeto urdu tem até 39 ou 40 letras distintas sem maiúsculas e minúsculas e é tipicamente escrito no script caligráfico do Nastaʿlīq, enquanto o árabe é mais comumente escrito no estilo Naskh.
Geralmente, transliterações simples de urdu para o alfabeto latino (chamado romano urdu) omitem muitos elementos fonêmicos que não têm equivalente em inglês ou em outros idiomas comumente escritos no alfabeto latino.